# Роменська єпархія УПЦ (МП)
Роменська і Буринська єпархія — єпархія РПЦвУ, об'єднує приходи і монастирі на території Буринського, Липоводолинського, Недригайлівського, Роменського районів Сумської області.

## Історія
У 1927—1931 роки існувало Роменське вікаріатство Полтавської єпархії.
Єпархія була утворена рішенням синоду РПЦвУ 25 вересня 2013 року шляхом виділення зі складу Конотопської та Сумської єпархій.

## Єпископи

### Роменське вікаріатство Полтавської єпархії
- Миколай (Пирський) (травень 1928—1931)

### Роменська єпархія
- Іосиф (Масленніков) (25 вересня 2013 — 23 листопада 2022)
- Роман (Кимович), митрополит Конотопський і Глухівський, в.о. ( 17 жовтня 2022 — 23 листопада 2022)
- Тихон (Софійчук) (з 23 листопада 2022)